# Bank of New York Mellon
Банк Нью-Йорк Меллон (англ. The Bank of New York Mellon Corporation, BNY Mellon) — американський міжнародний банк і фінансова корпорація, заснований в 2007 внаслідок злиття двох великих фінансових структур — The Bank of New York та Mellon Financial Corporation. Є одним з найбільших банків США. Головний офіс BNY Mellon розташований у Нью-Йорку на Мангеттені.
Веде діяльність в 19 країнах світу у сферах комерційного та інвестиційного банкінгів, керування активами, фінансового аналізу і приватних капіталовкладень. Штат компанії на кінень 2014 налічував більше 50 000 працівників.
Один з його попередників, The Bank of New York, був найстарішим банком в США та входив в число найстаріших у світі. Він був заснований Александером Гамілтоном 9 червня 1784.[джерело?]